# シンパシー・フォー・ザ・デビル
『シンパシー・フォー・ザ・デビル』（原題：Sympathy for the Devil）は、2023年制作のアメリカ合衆国のスリラー映画。ニコラス・ケイジ主演兼・製作。

## あらすじ
会社員のデイビッドは妻の出産に立ち会うため、病院へ向かって車を走らせていた。しかし、病院の駐車場に着いた途端、見知らぬ男が後部座席に乗り込んでくる。デイビッドは男に拳銃を突きつけられて車を発進させられ、ここに“地獄のドライブ”が始まった。

## キャスト
※括弧内は日本語吹替
- 男：ニコラス・ケイジ（大塚明夫）
- デイビッド：ジョエル・キナマン（宮内敦士）